# NGC 5023
NGC 5023 es una galaxia espiral localizada en la constelación Canes Venatici. Se considera un miembro del Grupo M51, aunque en realidad es relativamente aislada de otras galaxias. Tiene unos 15 kiloparsecs (49.000 años luz ) de ancho y contiene más de 200 estrellas de una magnitud aparente de más de 23,5.
- Datos: Q1116459
- Multimedia: NGC 5023 / Q1116459